# Nyanga (Ekondo-Titi)
Pour les articles homonymes, voir Nyanga.
Nyanga (aussi Nyange) est une localité du Cameroun, située dans l'arrondissement d'Ekondo-Titi, le département du Ndian et la Région du Sud-Ouest.

## Population
Lors du recensement national de 2005, Nyanga comptait 1 809 habitants.